# William Smellie (Enzyklopädist)

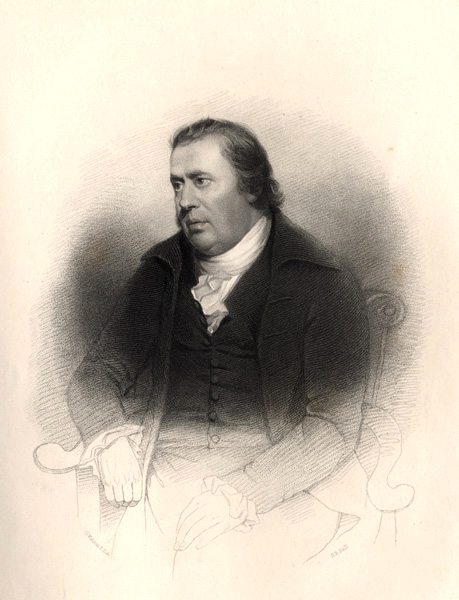
William Smellie

William Smellie (* 1740 in Duddingston nahe Edinburgh, Schottland; † 24. Juni 1795 in Edinburgh, Schottland) war ein schottischer Enzyklopädist und Naturforscher und war der erste Herausgeber der Encyclopædia Britannica (1768–1771).

## Werdegang
Smellie war Sohn eines Steinmetzes und begann seine Ausbildung in einer Pfarrkirche und ging anschließend auf die High School of Edinburgh. Er verließ die Schule im Alter von 12 Jahren und wurde Druckerlehrling. Während dieser Zeit war er in der Lage, einige Vorlesungen an der Universität Edinburgh zu hören.
Smellie hatte ein Druckgeschäft am Anchor Close nahe Edinburghs Royal Mile. Im Jahre 1768 veröffentlichte er die erste Ausgabe der Encyclopaedia Britannica und im Jahre 1787 die Edinburgher Ausgabe der Gedichte seines Freundes Robert Burns. Ferner veröffentlichte er Werke seiner Zeitgenossen, des Poeten Robert Fergusson (1750–1774), des Historikers William Robertson (1721–1793) und des Ökonomen Adam Smith (1723–1790).
Smellie veröffentlichte im Jahre 1790 seine hochgeschätzte Philosophy of Natural History. Er war Mitgründer der Society of Antiquaries of Scotland im Jahre 1780 und ein Jahr später, 1781, wurde er Verwalter des Edinburgh Museum of Natural History. Smellie legte den Grundstein für die Publikation des ersten Statistical Account of Scotland, ein Vorläufer der modernen Volkszählung, der von Sir John Sinclair of Ulbster (1754–1835) veröffentlicht wurde. 1783 war er Gründungsmitglied der Royal Society of Edinburgh.
Smellie wurde von seinen Zeitgenossen aber auch als ein „ungehobelter Kerl“ und „notorischer Trinker“ bezeichnet.